# Schlossturm (Düsseldorf)

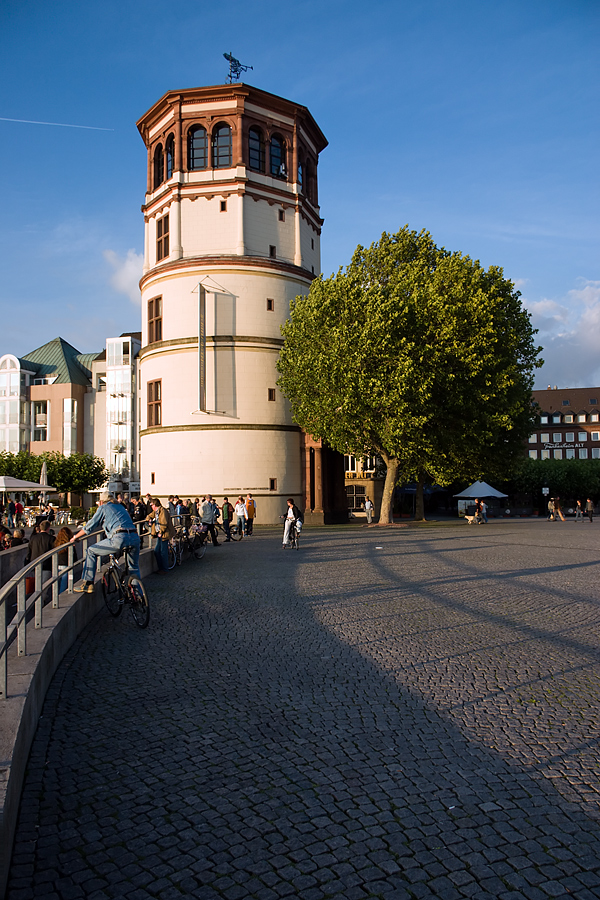
Schlossturm, Ansicht von Süden

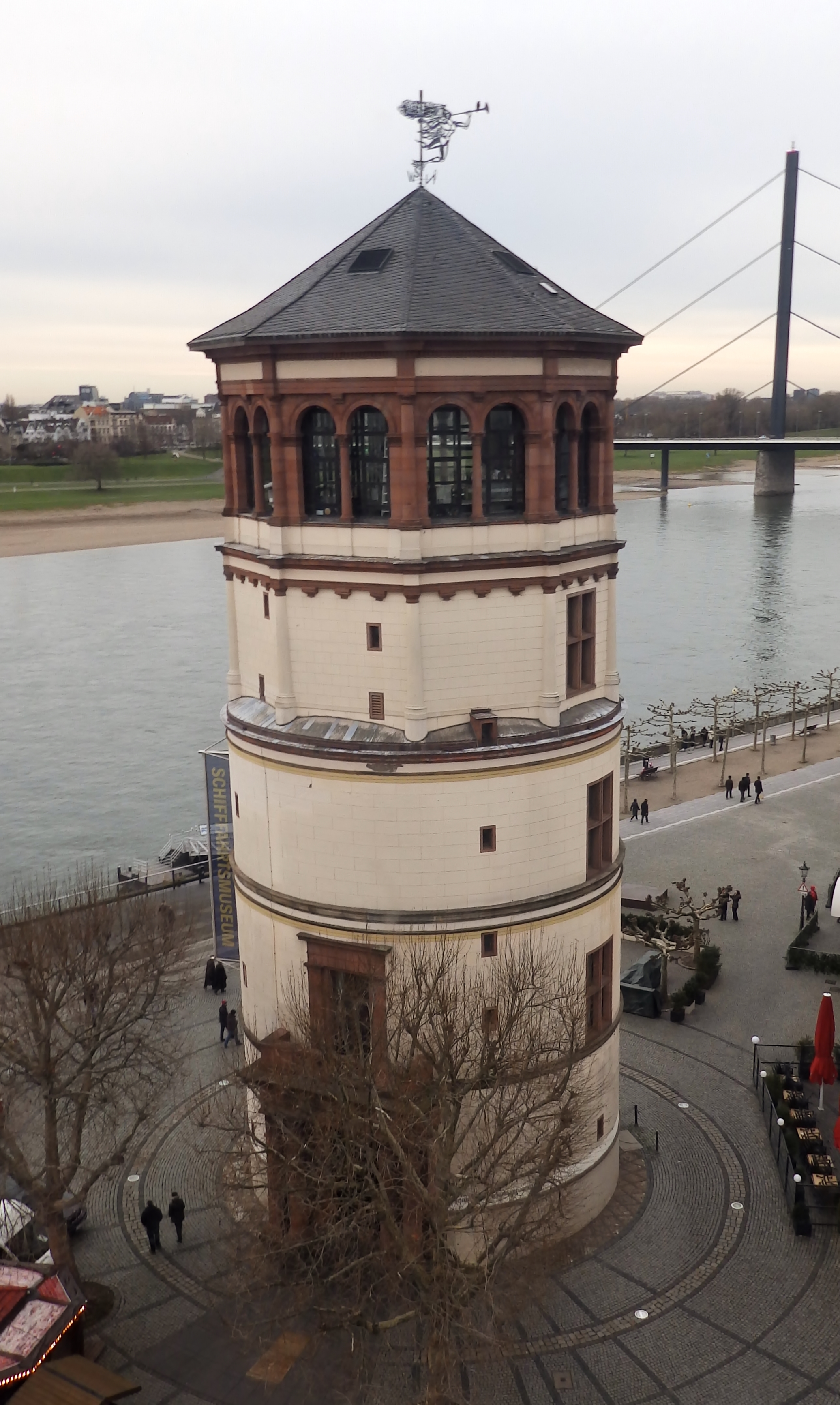
Ansicht von oben

Der Schlossturm steht am Burgplatz in Düsseldorf und wird als Schifffahrtsmuseum genutzt.

## Beschreibung
Der Schlossturm bildete ursprünglich den nördlichen Abschluss des Düsseldorfer Schlosses. Die ersten drei Geschosse des Turms stammen noch aus dem 13. Jahrhundert. Alessandro Pasqualini setzte 1552 auf den Turm ein viertes, polygonales Geschoss hinzu, das mit toskanischen Säulen geschmückt wurde. Im 17. Jahrhundert war im Turm das jülich-bergische Landesarchiv untergebracht. Die Idee eines fünften Geschosses stammt von König Friedrich Wilhelm IV., sein Hofarchitekt Friedrich August Stüler setzte sie 1845 entwurflich im sogenannten Rundbogenstil um. 1883 wurde von Eberhard Westhofen ein neues Portal am Turm angebracht. Ferner wurden die Rundbögen im fünften Geschoss verglast. 1909 wurde beim Bau eines Zeltdaches die Maßwerkattika entfernt. Das heutige Zeltdach stammt von 1950. Seit 1984 ist im Turm das Schifffahrtsmuseum beheimatet. 2001 erhielt der Turm eine neue Innenarchitektur. Insgesamt beträgt die Höhe des Schlossturms 33 Meter.

### Wetterfahne
Nach Angaben der Stadt Düsseldorf handelt es sich bei der Windfahne um die Figur eines Feuerbläsers, die vom Hochbauamtsleiter Julius Schulte-Frohlinde angeregt, von dem städtischen Hochbauamtsmitarbeiter Neuber entworfen und 1957 von dem Düsseldorfer Bildhauer Ferdi Walther in Kupfer ausgeführt wurde. Die Figur soll an den Schlossbrand 1872 erinnern.